# Жуковская, Александра Васильевна
Александра Васильевна Жуковская, баронесса Седжиано, в замужестве баронесса Верман (11 ноября 1842 — 14 сентября 1899) — фрейлина, дочь поэта В. А. Жуковского, предположительно морганатическая супруга великого князя Алексея Александровича, брак с которым был расторгнут; мать его единственного сына.

## Биография
Её отец Василий Андреевич Жуковский был воспитателем наследника цесаревича Александра (будущего императора Александра II). В 1841, в связи с совершеннолетием наследника, Жуковский ушёл в отставку. В этом же году в Дюссельдорфе состоялось бракосочетание 58-летнего поэта с 20-летней Елизаветой Евграфовной Рейтерн (1821—1856), дочерью его давнишнего приятеля, живописца Е. Р. Рейтерна. Она родила ему 2 детей.
Жуковский жил в Германии последние 12 лет своей жизни в окружении семьи. Для дочери Александры и её брата Павла он написал цикл «Стихотворения, посвящённые Павлу Васильевичу и Александре Васильевне Жуковским», с помощью которых его маленькие дети, рожденные в Германии, осваивали русский язык.

После смерти родителей Саша Жуковская была назначена фрейлиной двора. Императрица Мария Александровна её любила и приближала к себе. По словам современницы, в свете тогда блистали две звезды, две фрейлины — княжна Мария Мещерская и Александра Жуковская:
Последняя, не была особенно хороша собой, кроме очень красивых серых глаз, которым она придавала иногда вдумчивое и мечтательное выражение. Были у неё великолепные белокурые волосы и свежий цвет лица, черты же её были скорее крупные, рот с выдающимися вперед белыми зубами. Туалеты её были превосходны по вкусу и роскоши, и она умела исправлять массой тюля и длинными буклями не совсем правильную линию своего стана. Она была умна, образованна, особенно сведуща в немецкой литературе, которую очень любила, умела применяться ко всякого рода собеседникам и пользовалась большим успехом у мужчин, не стесняясь никакой темой разговоров.

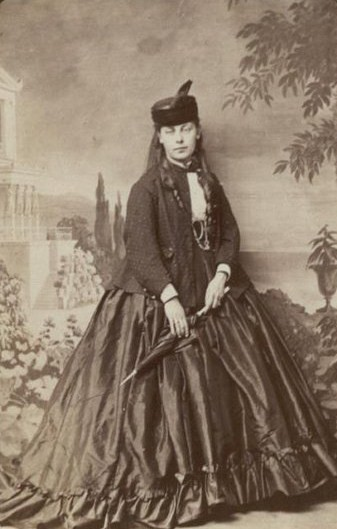
Александра Жуковская

Мещерская и Жуковская были очень дружны между собой. Молодые великие князья не оставались равнодушными к их чарам и на всех балах много с ними танцевали. Жуковская способствовала роману цесаревича Александра (будущего императора Александра III) и Марии Мещерской.
Как пишет мемуарист С. Шереметев: «Ничего не было общего между нею и княжною Мещерскою. Очень заявила она себя вовлечь в свои сети добродушных простецов. Она попробовала свои силы на Н. П. Литвинове, потом на князе В. А. Барятинском и окончательно остановилась на в.к. Алексее Александровиче. Роман её известен. И она должна была покинуть двор. Когда великий князь, желая исполнить долг порядочного человека, хотел на ней жениться, родители это не позволили!»
В возрасте двадцати лет великий князь Алексей Александрович, 4-й сын Александра II, по общепринятому мнению, тайно женился на Жуковской (нет точных сведений, когда и где: по одним сведениям в Италии, по другим — 9/21 сентября 1868 года в русской православной церкви в Женеве), но брак был не одобрен императором и расторгнут Синодом, так как Александра была ему не ровней. По другим сведениям, отношения между Александрой Васильевной и великим князем остались лишь внебрачной связью (хотя в письмах он называл её «женой»). В момент начала романа ему было 19, а ей 27 лет.
В воспоминаниях Е. П. Летковой-Султановой история, о которой в своё время говорил «весь Петербург», записана со слов Павла Жуковского и содержит интересную деталь: узнав, что сестра беременна, он явился к великому князю, потребовал дуэли, а когда Александр II запретил сыну принять вызов, Жуковский открыто протестовал против решения императора. Великий князь хотел жениться, но Александр II не разрешил и отправил его на два года в кругосветное плавание; Жуковскую выслали за границу, вслед за ней уехал и её брат. В Государственном архиве РФ сохранился дневник-собрание писем великого князя, который он вел в разлуке.
Вспомнил я Твою маленькую комнату, где мы, бывало, так часто сидели, и стало мне опять тяжело одному и захотелось во что бы то ни стало написать Тебе, но потом я вспомнил, что это невозможно, и я скучный и печальный пошел спать, но долго не мог заснуть, и хотел я Тебя видеть, с Тобой забыть весь мир, Тебя одну хочу я, и отняли Тебя у меня, и проклинал я всех людей и всех, всех на свете.

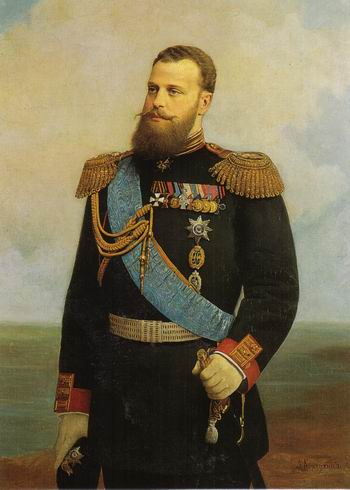
Вел. князь Алексей Александрович на портрете А. И. Корзухина

20 августа 1871 года Алексея Александровича отправили в кругосветное плавание, а 26 ноября того же года Александра родила в Зальцбурге сына от великого князя, названного в честь отца Алексеем. Великий князь находился в море 2 года, за это время Жуковская была подвергнута сильному давлению со стороны императорской фамилии и отношения были прерваны по её инициативе.
24 марта 1875 г. мальчик вместе с матерью получил в Республике Сан-Марино баронский титул и фамилию Седжиано, так как Алексей Александрович приобрел для неё имение в Италии с правом на титул баронессы Седжиано и с высочайшего соизволения образовал из собственных средств особый неприкосновенный капитал в 100 000 рублей серебром для сына. 21 марта 1884 г. по просьбе Павла Васильевича, брата Александры, обратившегося к новому императору Александру III, 13-летнему мальчику были пожалованы титул и фамилия графа Белевского (Белёвский уезд Тульской губернии был родиной его деда — В. А. Жуковского). 14 января 1913 года ему разрешено присоединить фамилию Жуковских. Титул графа Белевского-Жуковского передавался только по мужской линии, потомки женского пола были графинями Белевскими.
14 декабря 1875 года 33-летняя Александра Васильевна вышла замуж за саксонского полковника, барона Кристиана Генриха фон Вёрмана, российского подданного и владельца имения Вендишбора. В связи с замужеством получила вексель на крупную сумму, а позднее Александр III назначил ей пожизненную пенсию, распорядителем которой был назначен великий князь Алексей Александрович. Великий князь же больше не женился и вел жизнь бонвивана, полную амурных похождений: поскольку он был флотским командиром, о нём даже говорили, что его жизнь состояла из «вертких дам и неповоротливых кораблей».
Упоминается портрет Александры, написанный её братом. Скончалась от апоплексического удара в сентябре 1899 года. Похоронена на русском кладбище в Баден-Бадене, где первоначально был похоронен ее отец. Над могилой её брат воздвиг прекрасный памятник.

## Потомки

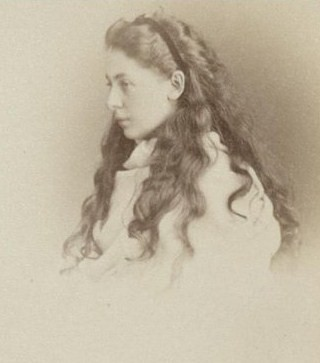
Александра Жуковская

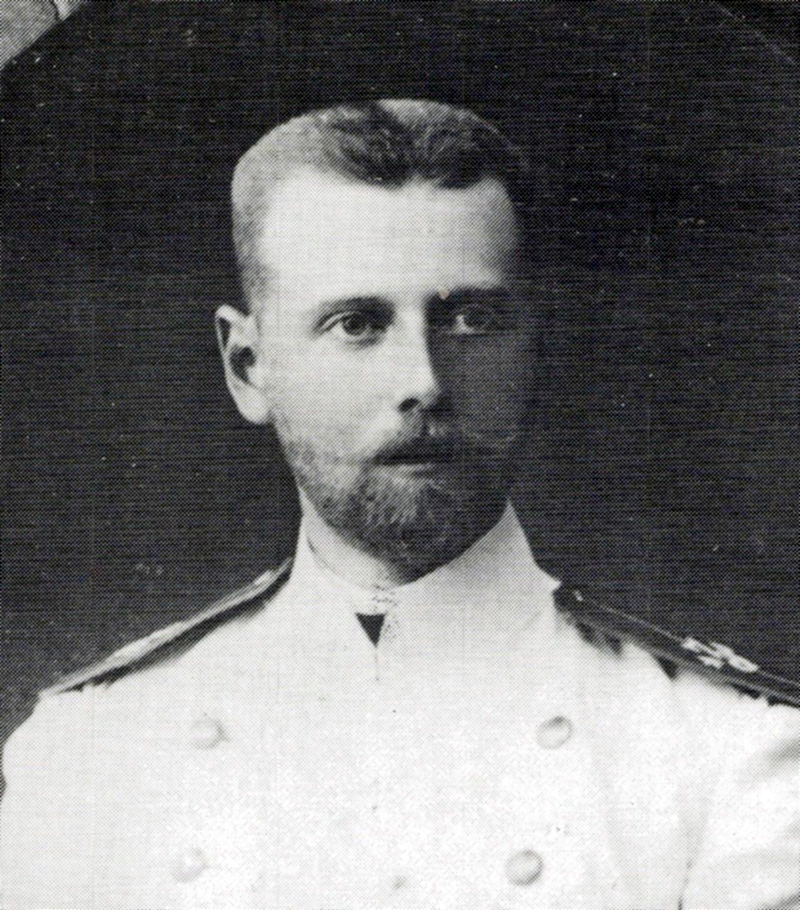
Алексей Алексеевич Белевский-Жуковский

1. граф Алексей Алексеевич Белёвский-Жуковский (26 ноября 1871, Зальцбург — убит в Тбилиси между 1930 и 1932), её сын от великого князя. Детство и юность провёл в Германии, в Бадене. Служил вольноопределяющимся в Сумском драгунском полку. После производства в офицеры — ординарец вел. кн. Сергея Александровича (1904). В должности шталмейстера высочайшего двора. В 1905—1914 гг. проживал на собственной вилле в Баден-Бадене. В 1-м браке с 15.08.1894 г. с княжной Трубецкой Марией Петровной, (05.06.1872-20.03.1954 гг.), фрейлиной вел. кн. Елизаветы Федоровны, внучатой племянницей князя Сергея Петровича Трубецкого. Во 2-м браке с баронессой Шеппинг Натальей Владимировной (1888—1965). Дети от первого брака[9]:
  1. Елизавета (08.09.1896-30.07.1975, Нью-Джерси), 1-й муж — Петр Глинка-Перевозчиков (1872—1937), 2-й муж — Артур Лурье (14 мая 1892 — 13 ноября 1966)
    1. Мария Перевозчикова (27 декабря 1917 — 1 августа 1990). Муж — Люсьен Тессье
      1. Алексей Тессье (р. 27 августа 1946, Париж)
      2. Мари Беатрис Тессье (р. между 1950 и 1951 г.)

    2. Дмитрий Перевозчиков (24 июня 1919 — 23 августа 1960). Жена — Мария Урусова

  2. Александра (19.02.1899-?), 1-й муж — Генрих Лепп, 2-й муж — Георгий Флевицкий
  3.  Мария (26.10.1901-18.08.1996), в первом браке за Владимиром Сергеевичем Свербеевым (1892—1951), во втором за Владимиром Александровичем Янушевским, скончалась в Париже
    1. Елизавета Свербеева (28 августа 1923 — 1 апреля 2020). 1-й муж — Alexander Tarsaide, 2-й муж — Charles Byron-Patrikiades

  4. Граф Сергей Алексеевич Белевский-Жуковский (8.02.1904-27.11.1956, Лос-Анджелес[10]). Жена — Нина Боткина (1901—1966)
    1. Елена Сергеевна (род. 31.8.1929) живёт во Франции. 1-й муж — Николай Можайский (р. 17 июня 1928), 2-й муж — граф Кирилл Михайлович Нирот (р. 14 апреля 1930)[11]
      1. Алексей Можайский-Нирот (р. 20 декабря 1951). Жена — Памела Вальдбауэр (р. 17 марта 1953)
        1. Кэтрин Нирот (р. 27 февраля 1983, Коннектикут, США)
        2. Кристофер Нирот (р. 23 августа 1989, Коннектикут, США)

      2. граф Петр Нирот (р. 17 июня 1957)
      3. графиня Елизавета Нирот (р. 2 февраля 1966, Хьюстон)

## Киновоплощения
В фильме Никиты Михалкова «Сибирский цирюльник» роль княгини Александры исполняет Инна Набатова.